# Casa Stark
És una família nobiliària i fictícia que apareix en la sèrie televisiva i literària Joc de trons (Game of Thrones). És la principal casa del nord de Ponent i té moltes cases aliades. La seva fortalesa o regne és Hivèrnia, el seu blasó és un llop fer gris sobre un camp d'argent. El seu lema és: "S'acosta l'hivern" (Winter is coming). Al principi de la saga cada fill de Ned, té un llop fer propi a què estan molt lligats, tant que quan mor el personatge també mor el llop.

## Història i Procedència
Els Stark són els descendents de Brandon el Constructor, un personatge llegendari que va viure fa milers d'anys, i que va construir Hivèrnia i el Mur. Els Stark van ser els Reis del Nord fins a la submissió de Torrhen Stark al final de la Guerra de la Conquesta. Des de llavors els Stark han mantingut el Nord per als reis de Ponent com Senyors d'Hivèrnia i Guardians del Nord.
A causa que el Nord va tenir la influència dels Caminants Blancs, els del nord van mantenir la cultura dels Primers Homes i van conservar la religió dels Antics Déus. Els nord es distingeixen per tenir un caràcter més tancat i introvertit que la resta d'habitants de Ponent, acostumats a tenir una manera de vida més austera i amb l'inconvenient del dur clima del Nord. Un dels costums del nord és la de no posseir cases de cavalleria a causa que no posseeixen la tradició d'atorgar el títol de ser.

## Membres

### Ned Stark
Eddard (Ned) Stark és un personatge fictici creat per George R. R. Martin. És el senyor d'Hivèrnia i patriarca de la Casa Stark. Se'l descriu com un home honorable lleial i ètic, a més els seus súbdits i fills l'adoren. La seva esposa és Catelyn Stark, el qual el descriu com una persona callada i distant, per la qual cosa no va desenvolupar una habilitat política.

### Robb Stark
Robb Stark és el fill major de Eddard Stark i Catelyn Tully, i hereu d'Hivèrnia. És un home audaç i extravertit, que admira al seu pare i intenta imitar la seva manera de governar i comportar-se, ja que en un futur ocuparà el seu lloc. Com el seu pare, també tenia una mancança de preparació al camp polític.

### Sansa Stark
Sansa Stark és la filla major de Eddard Stark i Catelyn Tully. És representada com una adolescent somiadora i ingènua, que pensava que es casaria amb un príncep bonic i cortès, ja que estava influenciada pels llibres. Va créixer pensant que era una dama perfecta; sap cantar, ballar, brodar i, a més, és elegant.

### Arya Stark
Arya Stark és la filla menor de Ned i Catelyn. Té caràcter i desafia la figura femenina de la seva època amb iniciatives com per exemple aprendre l'art de l'espasa. És un dels personatges que més madura i varia tant físic com psicològicament.

### Rickon Stark
Rickon Stark és el fill més petit d'Eddard Stark i Catelyn Tully. Té només tres anys quan la saga comença. Rickon és de naturalesa agressiva i compta amb molta força de voluntat, però la seva joventut fa difícil que pugui suportar els terribles canvis que arriben a la seva família ia la seva vida. El seu llop fer es diu Pelut.

### Bran Stark
Brandon Stark és el fill de Eddard Stark i Catelyn Tully. Després de sofrir una caiguda d'una torre en mans de Jaime Lannister (l'enemic), queda paralític i no pot tornar a caminar. A partir d'allà, comença a desenvolupar uns poders que l'hi permetran controlar la ment dels animals i d'alguns humans. Sol acompanyar-lo Hodor i Rickon Stark.

### Jon Neu
Jon Neu és el fill il·legítim de Eddard Stark. La seva mare és una prostituta anomenada Wylla. Com que els bastards no tenen cap dret hereditari, decideix unir-se a la Guàrdia de la Nit, una germandat que custodia el Mur contra els salvatges i els caminants blanc que volen entrar a Ponent. La seva personalitat va estar marcada pel fet que fos bastard, i per això sempre cerca un lloc on poder destacar i ser ell mateix. Això explica per què es va unir a la Guàrdia de la Nit.

## Hivernia
Hivernia és l'assentament ancestral de la Casa Stark. És considerada la capital del Nord. Està localitzada en el centre de la província del nord dels Set Regnes, prop del Camí Reial que porta a Port Reial.
Suposadament construïda fa vuit mil anys per Brandon el Constructor, fundador de la Casa Stark, que va ser ajudat pels Gegants. Va ser l'assentament dels Reis al Nord per segles, descansant els seus cossos en les criptes subterrànies de la fortalesa, poblades d'estàtues dels reis morts, asseguts en trons i sostenint espases d'acer, alguns amb llops fer als seus peus. La fortalesa està envoltada d'una doble muralla de granit amb un fossat entre ambdues, la primera murada té uns 25 metres d'altura i la segona uns 30. Hivèrnia està situada sobre un turó i en terreny desnivellat, el que fa que els edificis estiguin construïts a diferents altures. Els edificis estan construïts en granit i estan connectats per una xarxa de canonades d'aigües termals que mantenen al bastió sempre calent.
Dins ella podem trobar:
- Bosc de déus: Segons explica la llegenda posseeix 10.000 anys d'història i té una longitud de tres acres. Al seu voltant es va edificar la fortalesa d'Hivèrnia i en el centre posseeix un arcià al costat d'un llac.
- Arbre dels déus: És un arbre molt antic d'escorça grisa i amb fulles sempre vermelloses, a part té una cara gravada que es creu que crea un portal entre el món dels Déus i el dels humans. És per això que les bodes i les grans decisions es solen prendre allà.
- Cripta: Una cripta situada sota uns esglaons on estan enterrats tots els Stark. Freda i humida, cada tomba posseeix una estàtua asseguda en un tron contra la paret, i en el cas dels senyors d'Hivèrnia, amb una espasa a la falda.
- Gran Saló: On es troba el saló del tron dels antics Reis al Nord, un tron de pedra amb els braços tallats en forma de llop fer.
- Gran Torrassa: On estan situats les estances senyorials i de la seva família.
- Torre de la biblioteca: On se situa la biblioteca d'Hivèrnia, que compta amb milers d'anys d'història i volums de valor incalculable.
- Torre del mestre: Lloc on habita el mestre d'Hivèrnia i on se situen les gàbies.

## Cases Enemigues

### Casa Lannister
Sempre han tingut enemistat, ja que consideren que els Stark són analfabets i no saben governar. Aquest odi també és per part dels Stark qui els consideren deslleials i cobdiciosos.

### Casa Greyjoy
L'enemistat entre les dues cases va ser creada per l'intent d'invasió de les costes d'Hivèrnia per part dels Greyjoy. A part, els Greyjoy han matat a molts Stark per traïció.

### Casa Baratheon
Aquestes cases sempre s'havien duit bé, ja que Robert Baratheon era el millor amic de Ned, però amb la seva mort, els altres familiars varen començar a tractar amb menyspreu als Stark fins al punt d'assassinar-ne algun.

### Casa Bolton
Els Bolton sempre havien volgut prendre el poder d'Hivèrnia i per això eren deslleials als Stark i en diverses ocasions els varen intentar envair. Tot i això, l'enemistat va créixer quan es va aliar amb altres cases per massacrar alguns familiars Stark.

### Casa Frey
Aquesta casa sempre havia estat detestada pels Stark, ja que trobaven que els seus costums (com per exemple reproduir-se amb els fills) eren repugnants. Així i tot, eren aliats fins que el Stark varen rompre una promesa i els Frey varen aliar-se amb altres cases per assassinar als Stark aprofitant la seva confiança.

## Cases aliades

### Casa Tyrell
L'aliança entre aquestes cases és molt fràgil, ja que només s'alien per aconseguir objectius comuns.

### Casa Baratheon
Aquesta aliança abans era molt forta fins que després de la mort de Robert Baratheon, només alguns familiars d'aquesta casa varen continuar essent lleials.

### Theon Greyjoy
En principi, Ned el tracta com un fill per mantenir així l'aliança fins que més tard, Theon els traeix i aquesta casa passa aser enemiga.

### Hodor
És un home molt robust que serveix a la família. És analfabet ja que només sap dir la paraula "Hodor" tot el temps i només serveix per a accions físiques. Tot i això, és molt lleial i acompanya a Bran i Rickon durant tota la història